# Mary Stocks
Pour les articles homonymes, voir Stocks (homonymie).
Mary Danvers Stocks, Baroness Stocks (née Brinton ; 25 juillet 1891 — 6 juillet 1975) est une historienne et écrivaine britannique. Elle est principale de Westfield College de 1939 à 1951. Elle est anoblie en 1966 et est particulièrement connue du public pour ses activités radiophoniques.

## Biographie
Stocks naît à Londres, dans le quartier de Kensington, aînée des trois enfants du médecin généraliste Roland Danvers Brinton et de son épouse, Constance Rendel. Son grand-père maternel, Alexander Meadows Rendel, est ingénieur civil. Les personnalités politiques Tim Brinton et Sal Brinton sont ses cousins. Par sa mère, elle est apparentée à la famille des Strachey. 
Elle fait ses études secondaires à la St Paul's Girls' School. Elle s'engage en faveur du droit de vote des femmes et rejoint le National Union of Women's Suffrage Societies (NUWSS) de Millicent Fawcett. Elle poursuit ses études à la London School of Economics (LSE), où elle obtient son diplôme en économie avec mention très bien en 1913.
Elle épouse en décembre 1913 le philosophe John Leofric Stocks (en), fellow du St John's College. Ils ont un fils et deux filles.
Pendant la Première Guerre mondiale, Mary Stocks enseigne à la LSE et au King's College de Londres, tandis que son mari sert en France avec le King's Royal Rifle Corps, activité pour laquelle il reçoit l'ordre du Service distingué.
Elle est élue membre du comité du NUWSS, pendant la guerre, et s'oppose à l'aile pacifiste de l'organisation. Lorsque les femmes obtiennent le droit de vote, elle reste avec l'organisation, devenue en 1919 la National Union of Societies for Equal Citizenship (NUSEC), dont son amie Eleanor Rathbone est la présidente. Dans ce cadre, elle fait campagne pour la création des allocations familiales, finalement accordées en 1945, et le contrôle des naissances. Elle est rédactrice en chef de la revue de la NUSEC, Woman's Leader, et écrit la biographie officielle d'Eleanor Rathbone en 1949. Elle soutient l'ordination des femmes prêtres dans l'Église anglicane et l'égalité de rémunération pour les femmes. Elle est introduite à la Workers' Educational Association par l'intermédiaire de son mari, et en est vice-présidente. Elle publie en 1953 un ouvrage consacré à l'histoire de l'association, The Workers' Educational Association: The First Fifty Years. 
Après la guerre, elle s'installe à Oxford avec son mari, et enseigne l'histoire économique au Somerville College et à Lady Margaret Hall. Lorsque son mari est nommé professeur de philosophie à l'université de Manchester en 1924, la famille s'installe dans cette ville et Mary Stocks est magistrate de 1930 à 1936. Elle aide à l'ouverture en 1926 de la première clinique pour le contrôle des naissances, initiative combattue en ses débuts par les Églises, les médecins, et la presse, ce qu'elle relate ultérieurement dans son livre A Hundred Years of District Nursing (1960). Elle occupe les fonctions de magistrate municipale de 1930 à 1936.
Elle s'engage également, en 1931, contre les codes vestimentaires dont sont victimes les femmes, avec notamment l'obligation de porter des robes ou jupes longues. Elle soutient aussi le droit des femmes à ne pas porter de chapeaux ou à avoir les cheveux courts. Elle-même est décrite comme une femme « indifférente à la mode », « sans fioritures », mais « très belle » dans un article paru en 1966.
La famille déménage à nouveau à Liverpool en 1937, où son mari est brièvement vice-chancelier pendant six mois. Lorsque ce dernier meurt soudainement en 1937, Mary Stock revient à Londres, et devient secrétaire du London Council of Social Service durant deux ans. Elle est ensuite élue principale du Westfield College en 1939, et occupe cette fonction jusqu'à sa retraite en 1951. C'est à ce titre qu'elle se présente aux élections parlementaires, comme candidate progressive indépendante, la première fois en 1945 aux élections générales, puis en 1946, lors d'élections partielles, sans succès. Durant son mandat, elle favorise l'inscription d'étudiants boursiers et originaires des colonies britanniques en Afrique, mais critique la multiplication des ouvertures d'universités qui lui fait craindre une baisse des standards académiques.

## Activités radiophoniques
Stocks est surtout connue du public pour sa participation régulière à des émissions radiodiffusées, notamment l'émission Any Questions? et à l'émission religieuse Lift up your Hearts. Ses allocutions sont publiées sous l'intitulé Unread Bestseller. Reflections on the Old Testament, en 1967. Sa notoriété s'accompagne d'une nomination comme paire viagère, en janvier 1966. Elle prend le titre de baronnesse Stocks of Kensington and Chelsea, et siège à la Chambre des lords. Elle meurt à son domicile de Kensington, le 6 juillet 1975, à 83 ans.

## Hommages et distinctions
Elle a reçu plusieurs doctorats honoris causa, de l'université de Manchester en 1955, de  Liverpool en 1956 et de Leeds en 1957. Elle était membre du comité consultatif du projet Anti-Concorde.
En 2017, une communication lui est consacrée durant le colloque London's Women Historians, à l'Institute of Historical Research.

## Publications
- Fifty Years in Every Street [6]
- Eleanor Rathbone
- History of the Workers' Educational Association
- A One Hundred years of District Nursing
- Ernest Simon of Manchester
- Unread Best-seller
- [autobiographie] My Commonplace Book, éd. P. Davies,  (ISBN 0432157506)
- The Workers Educational Association: The First Fifty Years[7]

### Théâtre
- Hail Nero!
- Everyman of Every Street